# Adam Humphries
Pour les articles homonymes, voir Humphries.
(en) Statistiques sur pro-football-reference
Adam Humphries, né le 24 juin 1993 à Spartanburg en Caroline du Sud, est un joueur américain de football américain. Il joue au poste de wide receiver dans la National Football League (NFL).

## Biographie

### Carrière universitaire
Au niveau universitaire, il a joué pour les Tigers de l'université de Clemson de 2011 à 2014. 

### Carrière professionnelle
En 2015, il signe avec les Buccaneers de Tampa Bay  en tant qu'agent libre pour trois saisons pour un salaire total de 1,57 million de dollars. 
En mars 2019, il signe avec les Titans du Tennessee pour quatre saisons pour un montant de 36 millions de dollars. 

## Statistiques
| Année              | Équipe                  | MJ                 |     | Passes réceptionnées | Passes réceptionnées | Passes réceptionnées | Passes réceptionnées |       | Courses | Courses | Courses | Courses |  | Fumbles | Fumbles |
| Année              | Équipe                  | MJ                 | Nb. | Yards                | Moy.                 | TD                   | Nb.                  | Yards | Moy.    | TD      | Nb.     | Perdus  |  |         |         |
| 2015               | Buccaneers de Tampa Bay | 13                 | 27  | 260                  | 9,6                  | 1                    | -                    | -     | -       | -       | 0       | 0       |  |         |         |
| 2016               | Buccaneers de Tampa Bay | 15                 | 55  | 622                  | 11,3                 | 2                    | 5                    | 18    | 3,6     | 0       | 3       | 0       |  |         |         |
| 2017               | Buccaneers de Tampa Bay | 16                 | 61  | 631                  | 10,3                 | 1                    | 1                    | 6     | 6       | 0       | 1       | 1       |  |         |         |
| 2018               | Buccaneers de Tampa Bay | 16                 | 76  | 816                  | 10,7                 | 5                    | 2                    | 11    | 5,5     | 0       | 2       | 0       |  |         |         |
| 2019               | Titans du Tennessee     | 12                 | 37  | 374                  | 10,1                 | 2                    | 1                    | 1     | 1       | 0       | 1       | 0       |  |         |         |
| Totaux en carrière | Totaux en carrière      | Totaux en carrière | 256 | 2 703                | 10,6                 | 11                   | 9                    | 36    | 4       | 0       | 7       | 1       |  |         |         |